# Ida Backlund
Ida Backlund, född 16 januari 1985 i Grönåker, Bjurholms kommun, är en svensk entreprenör, mest känd som grundare av löshårsimperiet Rapunzel of Sweden.

## Biografi
Under tiden hon studerade handelsprogrammet på gymnasiet drev hon ett UF-företag som sålde klassresor till Norrland. UF-företaget gjorde att 16-åriga Backlund belönades med utmärkelsen årets UF-företagare.
År 2007 startade Backlund, som vid tillfället var 21 år gammal, aktiebolaget Rapunzel of Sweden  Bolaget omsatte 4,5 miljoner kronor redan första året och är idag, 2018, en global aktör med kunder över hela världen. Håret har prisats av kändisstylister i Hollywood och används av celebriteter. År 2017 hade Rapunzel of Sweden 200 000 kunder i 60 länder. 
Ida Backlund har sedan barnsben lidit av hjärtfelet arytmi, vilket började göra sig påmint 2013. År 2015 sålde hon därför Rapunzel of Sweden efter att ha jobbat dygnet runt i åtta år med bolaget.
Idag, 2018, är Ida Backlund bosatt i Umeå och bor tillsammans med sina barn. I januari 2019 separerade hon från Per Elofsson. Hon sitter kvar i styrelsen för Rapunzel of Sweden och driver investmentbolaget Backlund Invest.

## Utmärkelser
- 2008: Årets Unga Entreprenör (Umeågalan[9])
- 2008: Walk of Fame Star (Bic Factory[10])
- 2009: Årets Unga Entreprenör (Founders Alliance[11])
- 2010: Årets Företag (Umeågalan)
- 2012: Årets Tillväxtföretag (Umeågalan)
- 2010: Årets Kvinnliga Entreprenör (Ernst & Young)
- 2013: Årets Digitala Gasell (Dagens Industri)
- 2014: Årets Företagsprestation (Svenska Dagbladet)
- 2015: Mottagare av Kungliga Patriotiska Sällskapets Näringslivsmedalj[12]